# Inkompatibilisme
Inkompatibilisme er i filosofien den holdning, at den fri vilje og determinisme er uforenelige ideer. Mere præcist vil det sige, at der er en dikotomi mellem den fri vilje og determinisme, så filosoffer må vælge én af positionerne. Holdningen promoveres typisk af tre filosofskoler: Libertarianister, "hårde" determinister og pessimistiske inkompatibilister (der også mener, at fri vilje er uforenelig med nondeterminisme).